# Daïra de Settara
La daïra de Settara est une daïra d'Algérie située dans la wilaya de Jijel et dont le chef-lieu est la ville éponyme de Settara.

## Localisation
La daïra est située au sud-est de la wilaya de Jijel.

## Communes de la daïra
La daïra est composée de deux communes : Ghebala et Settara.